# Claudinei Alexandre Pires
|  | Per altres persones amb el sobrenom de Dinei, vegeu Dinei. |

Claudinei Alexandre Pires, o simplement Dinei (São Paulo, 10 de setembre del 1971) és un exfutbolista brasiler, que va jugar de davanter per diversos clubs brasilers.
Un fanàtic del Sport Club Corinthians Paulista, va fer història en aquest club, convertint-se en l'únic jugador de la història de l'equip, que ha guanyat tres campionats brasilers amb l'equip - 1990, 1998, 1999.

## Carrera
- 1990-1992: Corinthians
- 1992: Grasshoppers
- 1992: Guarani Futebol Clube
- 1993: Associação Portuguesa de Desportos
- 1994: Internacional de Porto Alegre
- 1995-1996: Cruzeiro Esporte Clube
- 1996: Coritiba
- 1997: Inter de Limeira
- 1997: Guarani Futebol Clube
- 1998-2001: Corinthians
- 2002: Esporte Clube Santo André
- 2003-2004: Portuguesa Santista